# Orfeão da Madalena

## Orfeão da Madalena
O Orfeão da Madalena ComM foi fundado a 1 de janeiro de 1927 na Freguesia da Madalena, Concelho de Vila Nova de Gaia com o fim da arte de canto através do seu Coro Oficial e o recreio dos seus associados. Da sua origem fizeram parte o "Grupo Coral Sacro de Santa Maria Madalena" e a "União Dramática".
Declarada Instituição de Utilidade Pública a 27-09-1986 (D.R. , II Série, de 1986-10-14)

### Títulos de Honra
Cavaleiro da Ordem de Benemerência pelo Presidente da República em 5 de Outubro de 1936
Cruz de Mérito da Ordem Equestre de Santo Sepulcro de Jerusalém
Cruz de Mérito Melitence da Ordem de Malta
Medalhas de Ouro Mérito Municipal da Câmara Municipal de Gaia
Medalha de Honra da Junta de Freguesia da Madalena
Galardão de Prata no 18º Festival de Música do Advento em Praga na República Checa

### Sócio Honorário
Santa Casa da Misericórdia de Vila do Conde
Bombeiros Voluntários Portuenses
Orfeão Castro Araújo de Lordelo de Paredes
Orfeão de Viseu
Bombeiros Voluntários de Valadares
Sporting Clube de Coimbrões a 18-10-2000
Confraria da Pedra da Madalena

### Sócio Benemérito
Bombeiros Voluntários de Oliveira de Azeméis

### Direção Artística
(em 1927) - Manuel da Silva Leite Júnior
(de 1927 até 1962) - Isolino Francisco de Sousa
(de 1962 até 1969) - Manuel Leite Gomes
(de 1969 até 2002) - José de Castro
(de 2002 até 2018) - Lígia Castro
(desde 2018) - Nuno Queirós

### Eventos de Destaque
1974 - Festival Llangollen International Musical Eistedfodd (Reino Unido)
1975 - Festival Llangollen International Musical Eistedfodd (Reino Unido)
1992 - Santuário de Lourdes, em Pechbonnieu (França)
1992 - Toulouse (França)
1996 - Cerimónia musical relativa ao baptizado do Príncipe da Beira Dom Afonso de Santa Maria Miguel Gabriel Rafael de Herédia de Bragança, transmitido pela RTP
Gravação, em conjunto com a Banda da Região Militar do Norte, o Hino Nacional que foi distribuído a todas as escolas do primeiro ciclo do ensino básico no Distrito do Porto

### Desporto
Entre 1946 e 1969 o Orfeão da Madalena teve uma secção de voleibol sénior masculino que chegou a Campeão Nacional da 2ª Divisão.
Entre 1945 e 1953 teve uma secção de basquetebol.
Também de referir as extintas secções de voleibol masculino júnior, de voleibol feminino sénior, de futebol e atletismo.
1. ↑  «Gestão de Pedidos de Entidades de Utilidade Pública e Fundações». www2.sg.pcm.gov.pt. Consultado em 20 de fevereiro de 2018
2. ↑  «CIDADÃOS NACIONAIS AGRACIADOS COM ORDENS PORTUGUESAS - Página Oficial das Ordens Honoríficas Portuguesas». www.ordens.presidencia.pt. Consultado em 20 de fevereiro de 2018
3. ↑  «Prague Advent Choral Meeting, Prague Summer Choral Meeting». www.pragueadvent.cz. Consultado em 21 de fevereiro de 2018
4. ↑  «Santa Casa da Misericórdia Vila do Conde / Início». www.scmvc.pt. Consultado em 21 de fevereiro de 2018
5. ↑  «SC Coimbrões - Distinções». www.sccoimbroes.pt. Consultado em 21 de fevereiro de 2018
6. ↑  FPVoleibol. «Federação Portuguesa de Voleibol - FPVoleibol.pt». www.fpvoleibol.pt. Consultado em 19 de fevereiro de 2018